# Mosaïque aux Poissons
La Mosaïque aux Poissons est une mosaïque romaine datée du IIIe siècle apr. J.-C., retrouvée en 1843 dans le 2e arrondissement de Lyon, lors de travaux au sous-sol de la maison Cucherat, d'où son appellation également de mosaïque Cucherat. Son emboîtement de motifs géométriques (entrelacs, tresses, rosace) et la multitude des couleurs mobilisées en fait un exemple typique des mosaïques de la vallée du Rhône. Son originalité repose dans l'association de ces motifs géométriques et d'une frise marine. Restaurée en 2007 après plusieurs déplacements, elle est présentée au musée Lugdunum de Lyon.

## Description
La mosaïque est datée du IIIe siècle apr. J.-C.. De forme carrée, présente un assemblage peu fréquent de motifs géométriques emboîtés avec des figurés en lien avec la thématique de l'eau. La mosaïque est réalisée en calcaire, marbre et verre avec des cubes de pierre ou de verre de 1,5 à 3 cm. Une dizaine de teintes sont mobilisées, avec une mise en opposition régulière du rouge et du bleu.
Sur l'extérieur, deux rinceaux de feuilles de lierre en forme de cœur encadrent la mosaïque. Un entrelacs cerne une large frise d'espèces marines. Dans cette mer poissonneuse sont représentés des coquillages (moules, huitres, murex, oursins), 31 poissons (comme des rougets, carpe), sept dauphins, une crevette, un gammare et deux canards (sarcelles)’. Sous l'un des poissons on peut lire des lettres P et M ; aucune signification n'y est actuellement rattachée. 

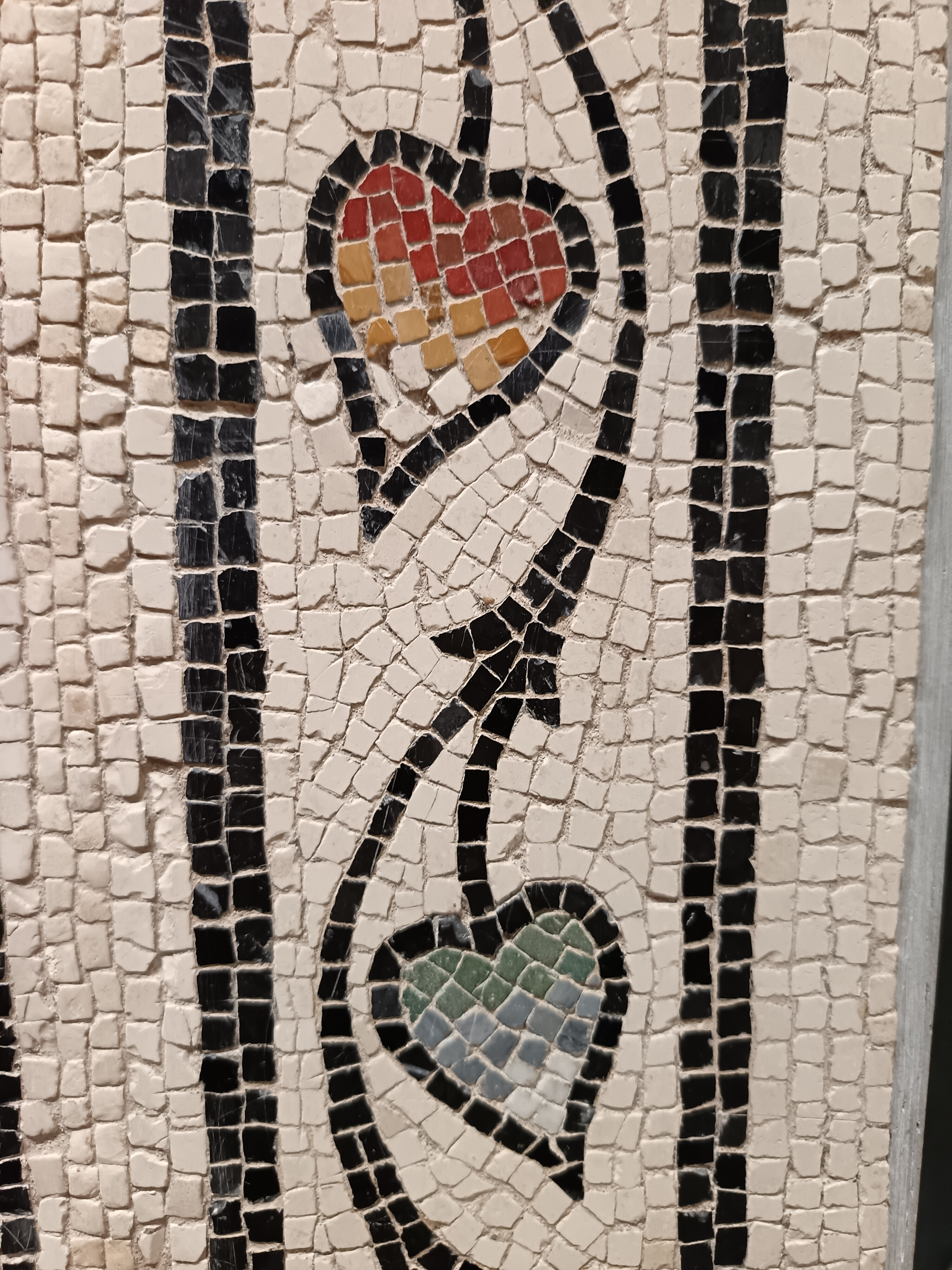
Détail du rinceau de feuilles de lierre.
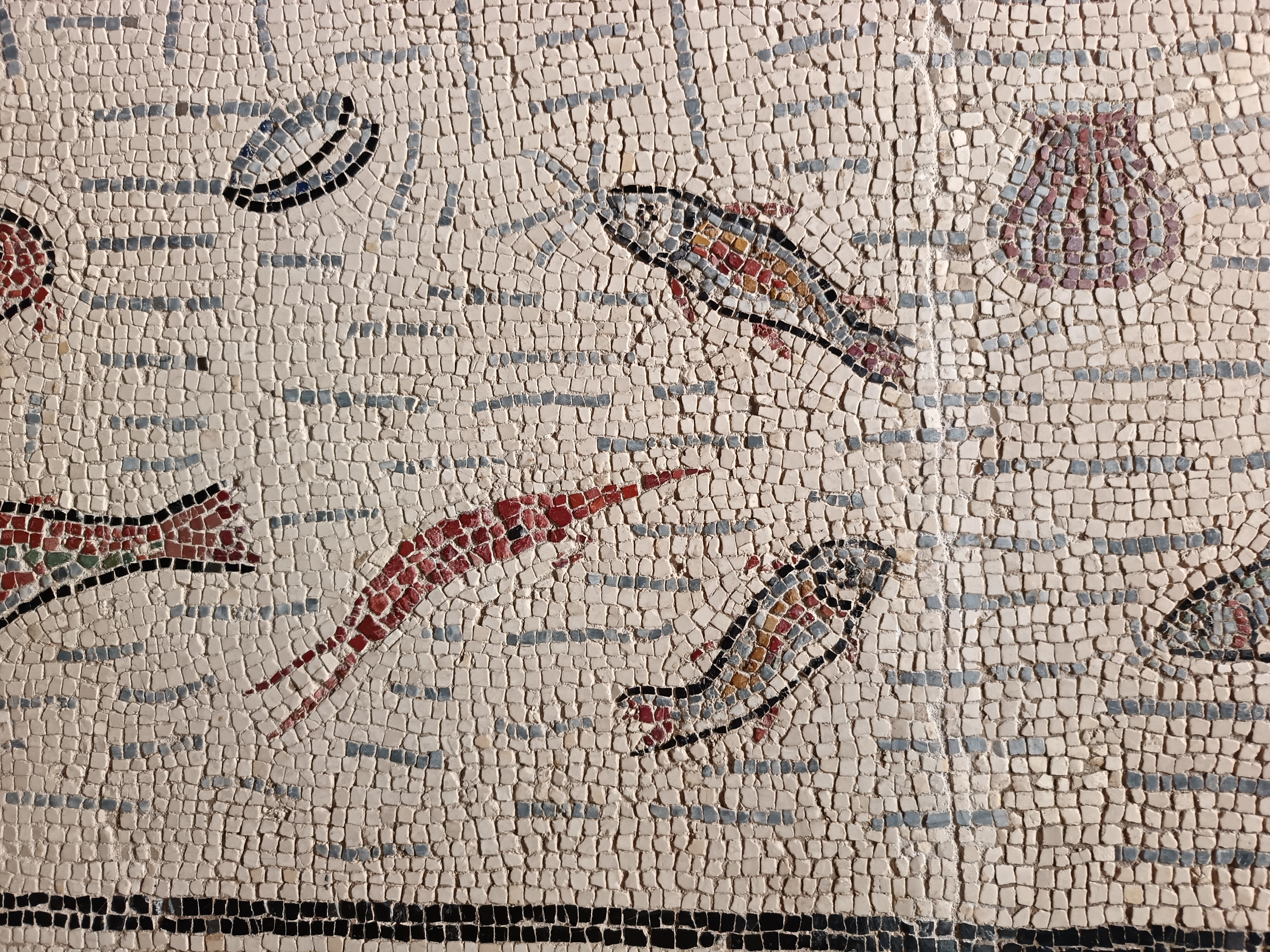
Détails de coquillages, poissons et gammare.
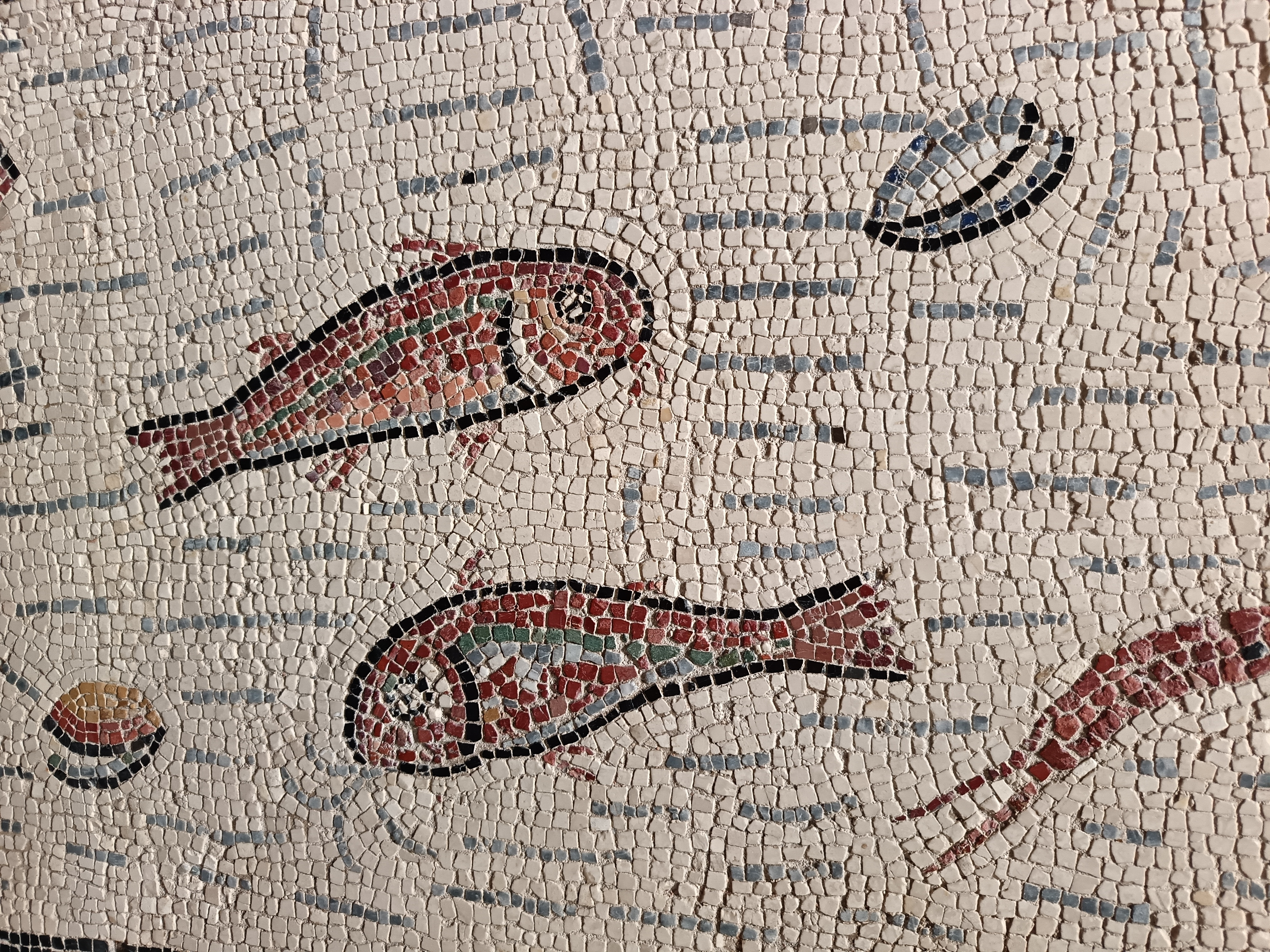
Détails de rougets.
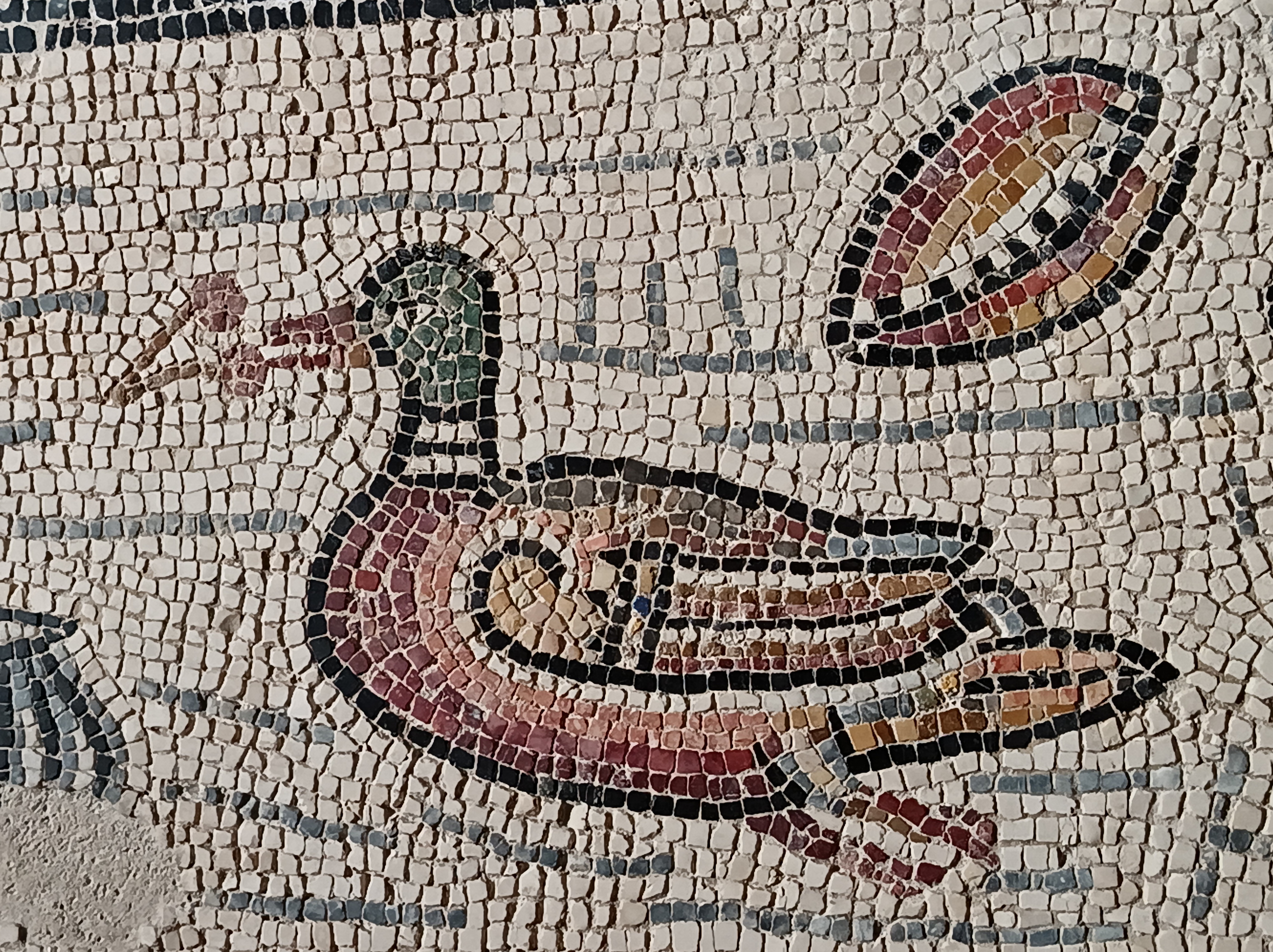
Détail d'un canard.

Aux angles, des groupes de dauphins crachent de l'eau, eau représentée par des traits horizontaux ou verticaux. Des monstres marins se font face au centre de cette frise, les uns en rouges et les autres en bleus : d'un côté un cheval et un taureau marin dos à dos, de l'autre des griffons, eux aussi dos à dos. Ce motif marin est plus simple que certaines mosaïques d'Ostie et d'Afrique du Nord. Néanmoins, le choix de mêler fresque marine et formes géométriques fait l'originalité de cette mosaïque.

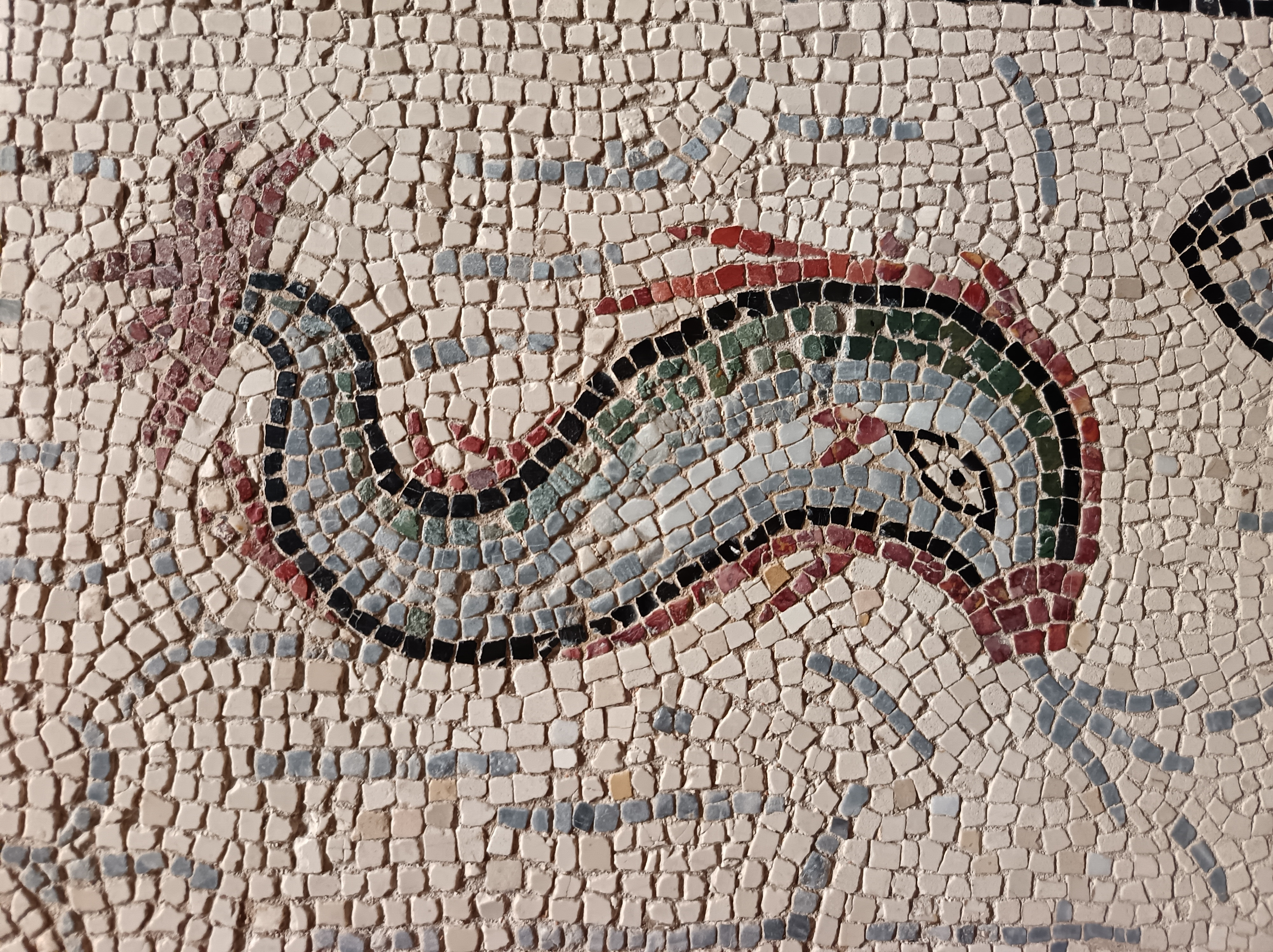
Détail d'un dauphin.
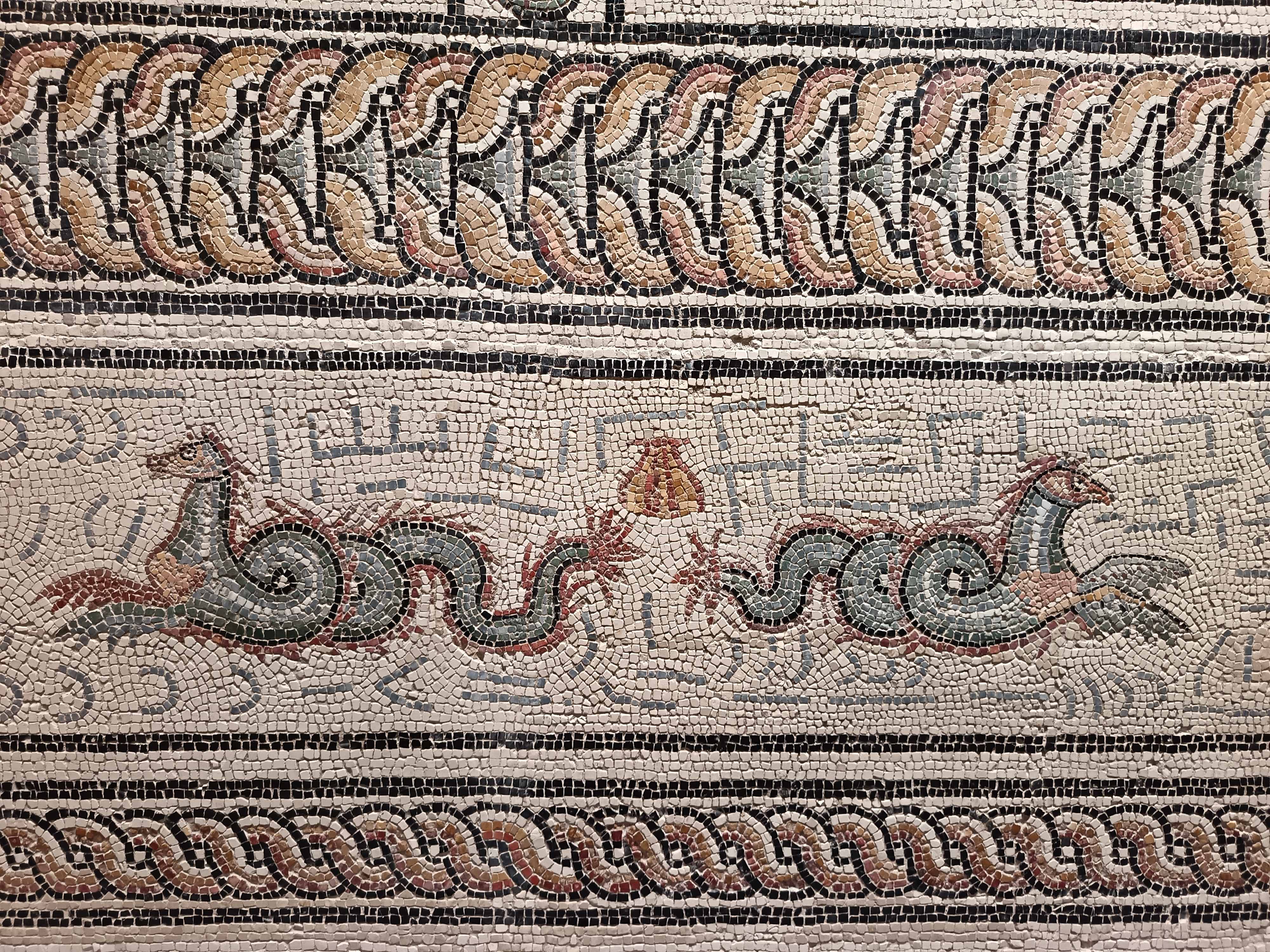
Détail des griffons.
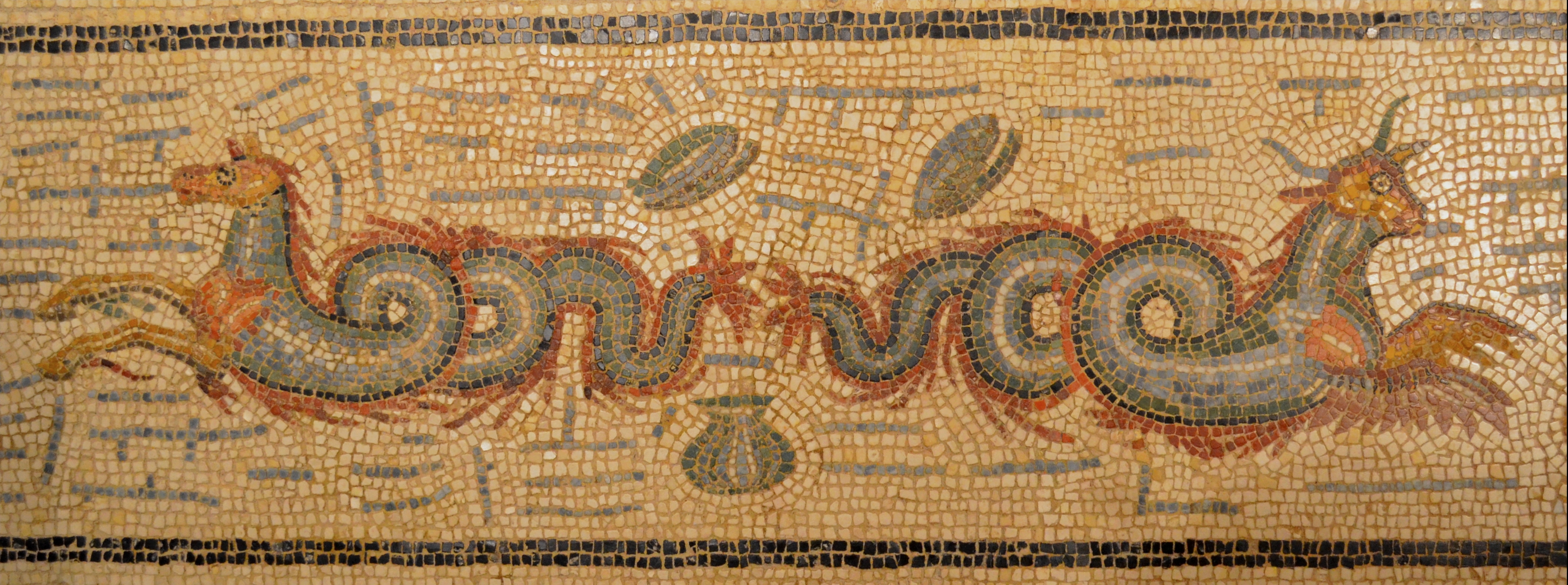
Détail du cheval et du taureau des mers.

Un épais motif rouge de chaînette sépare ce motif marin avec le reste de la mosaïque.
Aux quatre coins (écoinçons) de l'emboîtement suivant, des coquilles sont placées en opposition de couleurs rouges et bleues et sont réunies par des gouvernails dont le manche est monté sur un disque. Le rouge et le bleu des coquilles sont dégradés grâce à l'utilisation de dix tons de couleurs différents.

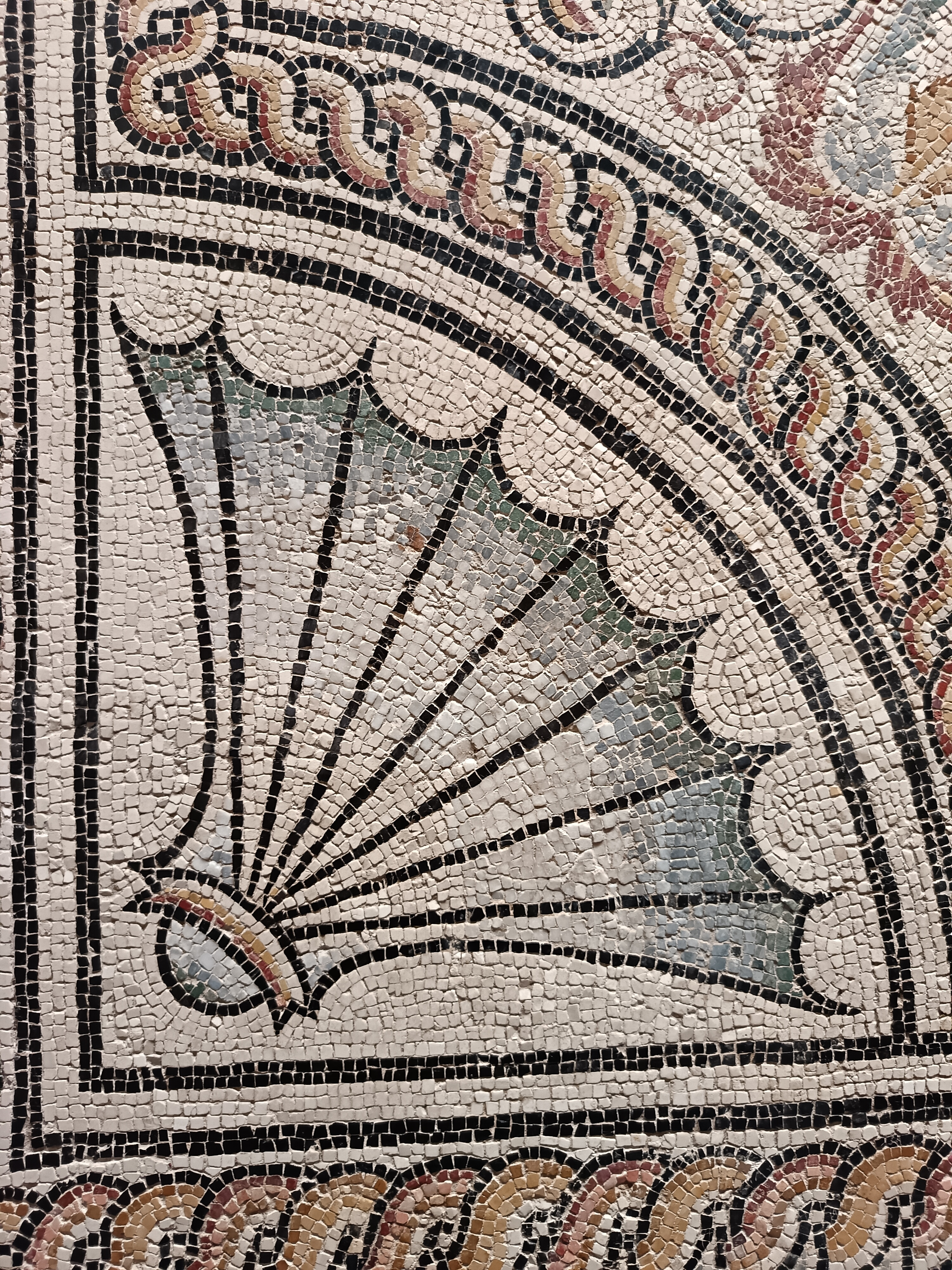
Détail du dégradé de bleu de la coquille en dix tons.
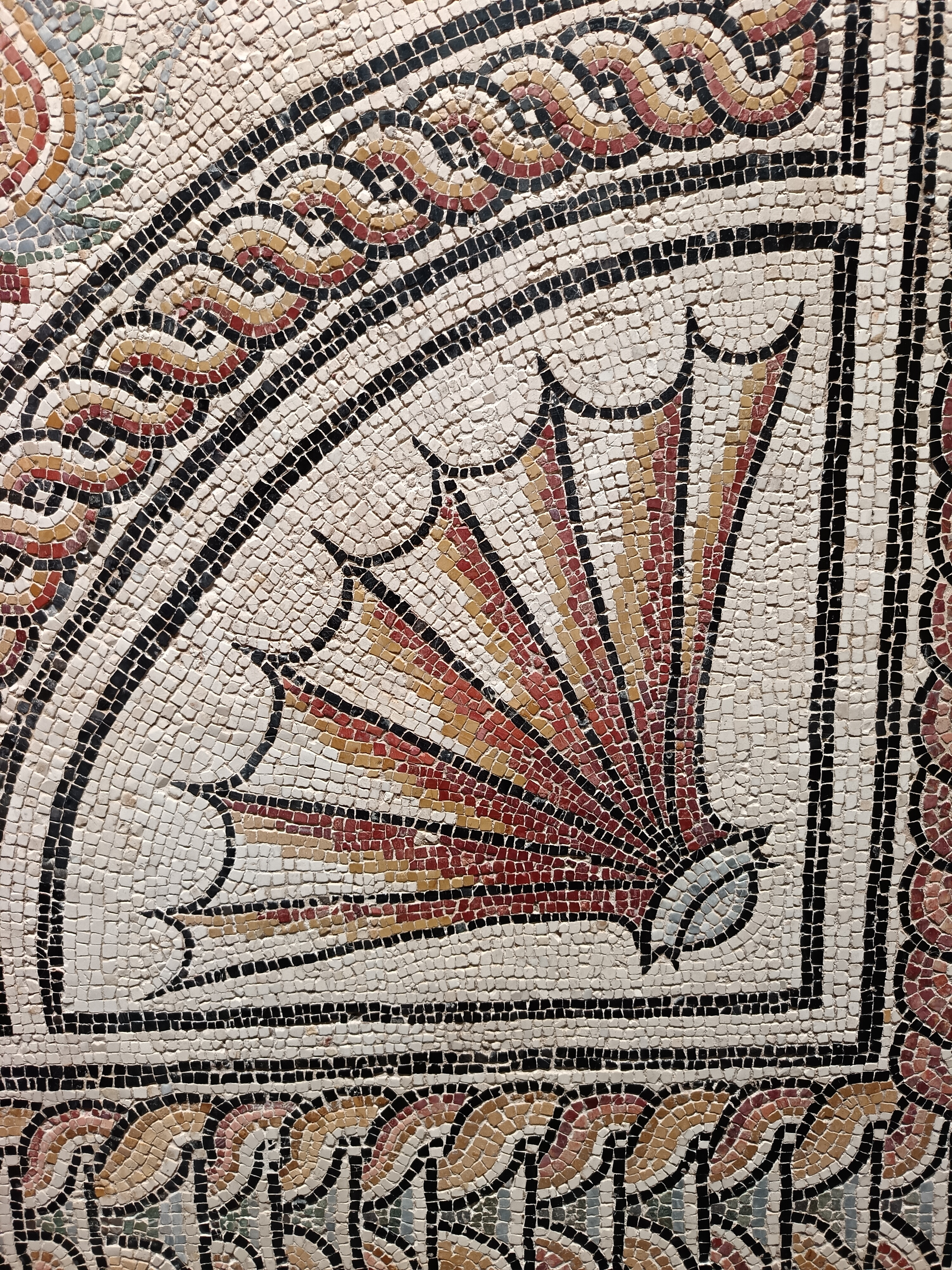
Détail du dégradé de rouge de la coquille en dix tons.
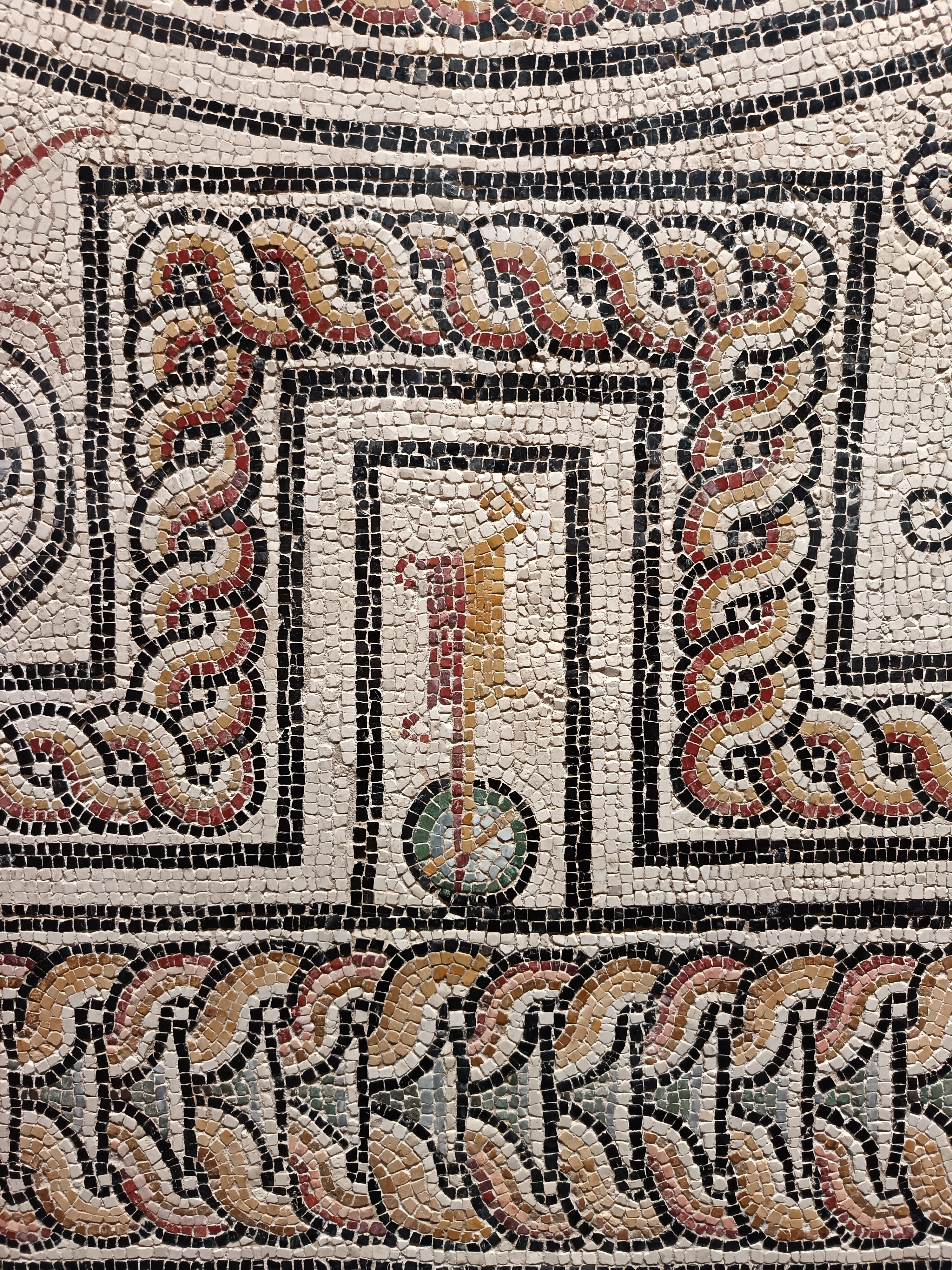
Détail du gouvernail monté sur un disque.

Les coquilles sont séparées par un guillochis avec des vases (canthares)’. Ils sont reliés par des feuilles d'acanthe avec à côté représenté une branche de salicorne.
Un nouvel tresse à deux brins sépare les vases du centre de la mosaïque en forme de bouclier. Il présente une rosace à fuseaux noire et blanche, dont les triangles sphériques visent à donner une impression de profondeur et de relief. Son cœur représente un fleuron à quatre calices en forme de cœur,. 

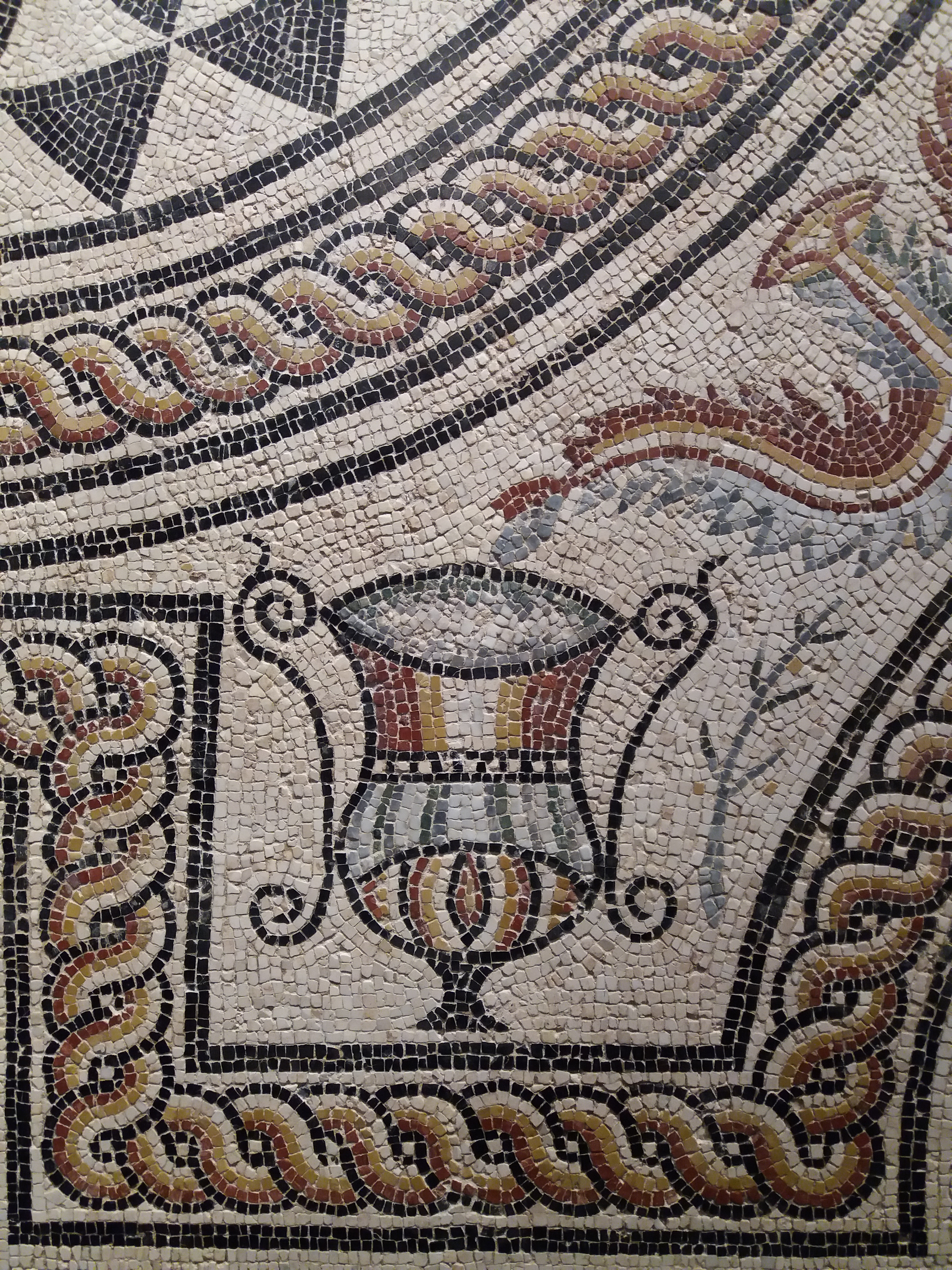
Détail du vase à acanthe.
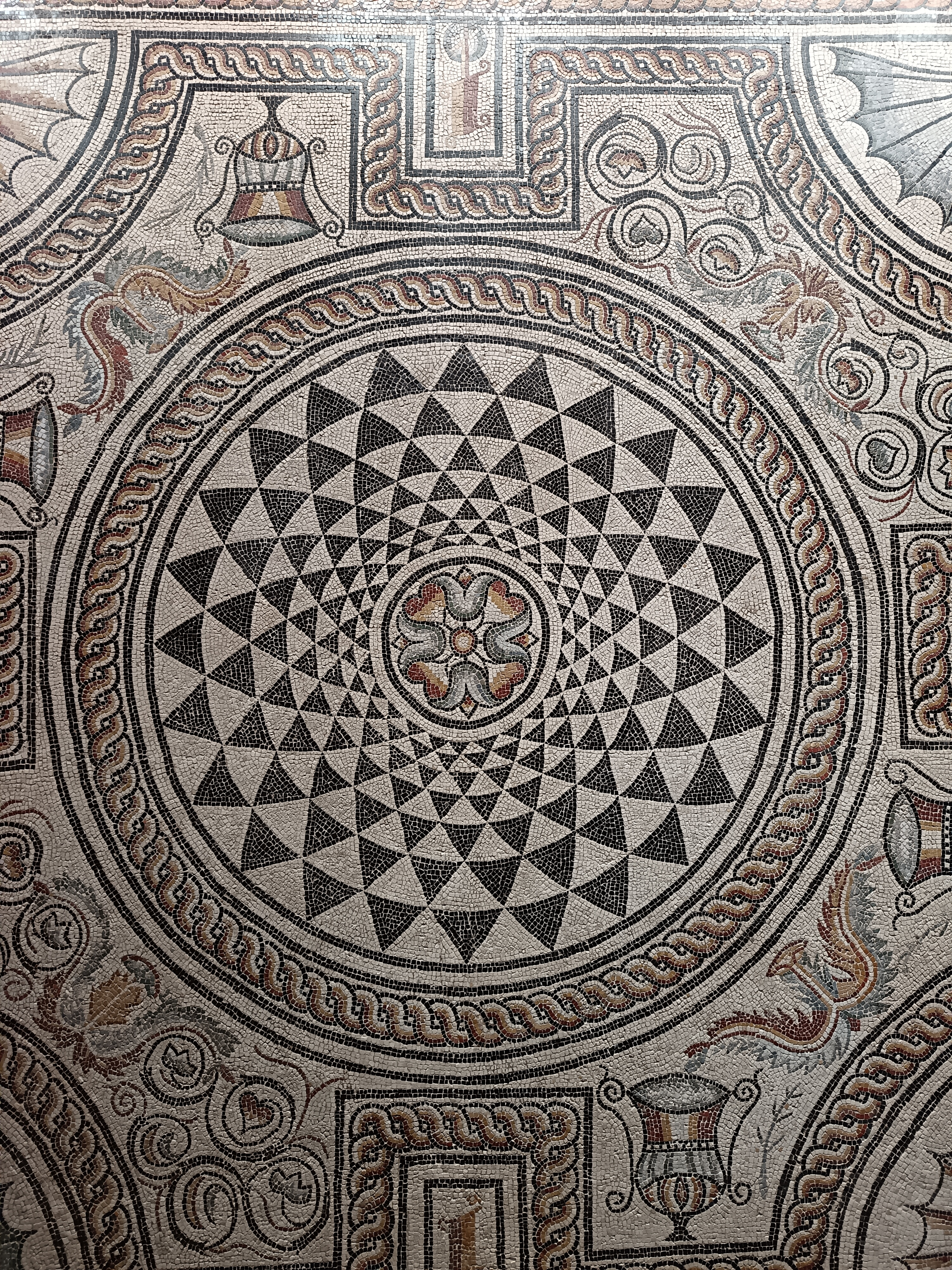
Détail de la rosace en fuseaux.

## Histoire

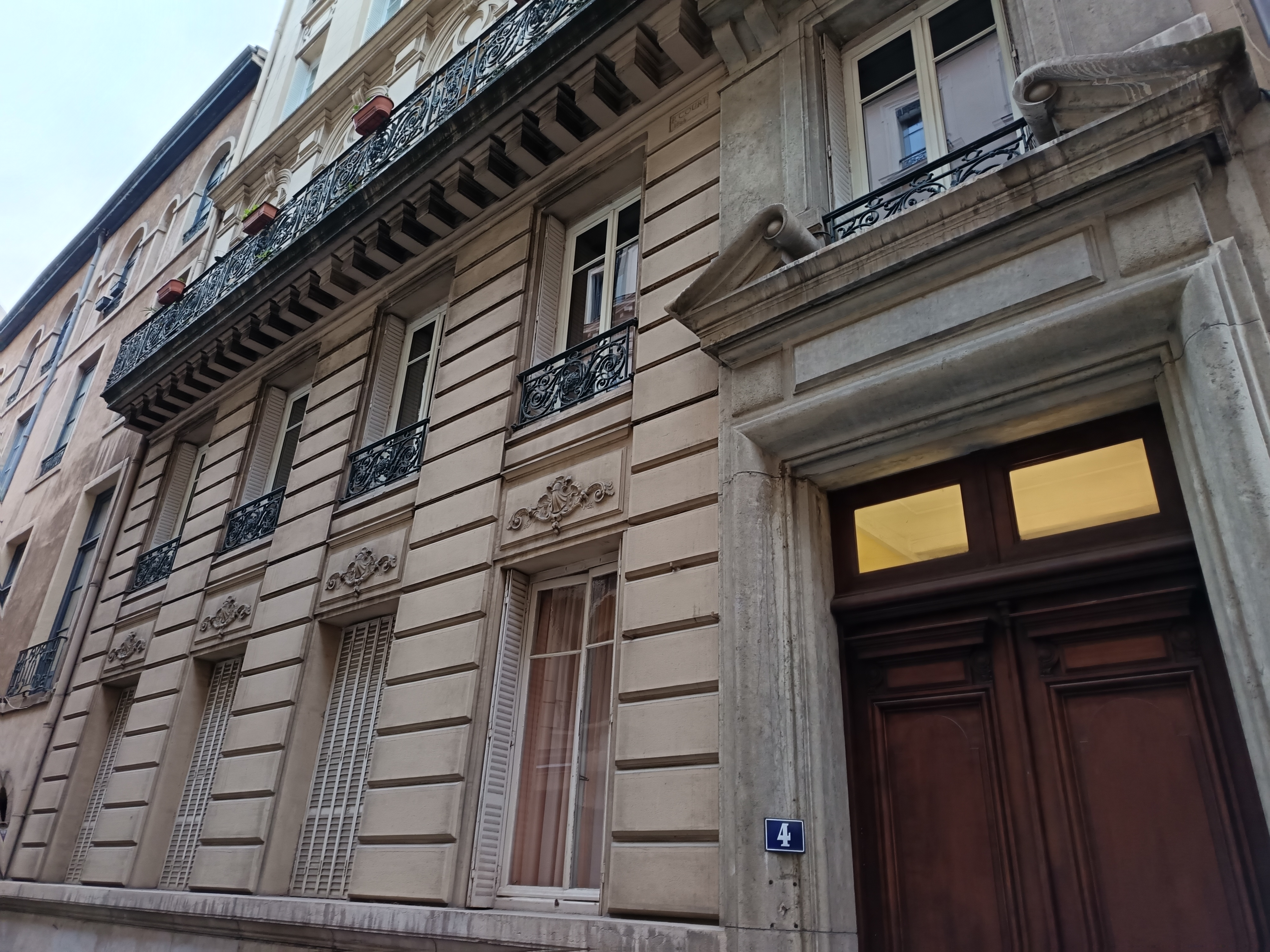
Motifs de coquilles au 4 rue Jarente à Lyon.

La Mosaïque aux Poissons est découverte avec d'autres mosaïques en 1843 lors de travaux au sous-sol de la maison Cucherat au no 4 de la rue Jarente, dans le quartier gallo-romain de la Presqu'île. C'est dans cette même rue qu'a été découverte au no 24, une partie de la mosaïque des Jeux du cirque. Ce quartier est connu pour avoir accueilli des maisons résidentielles de riches chefs de corporations, notamment de marins.
La mosaïque est enlevée en 1844, certaines parties ont été restaurées mais n'ont pas été identifiées, et déposée au Musée des Beaux-Arts de Lyon en 1845. Elle y est régulièrement déplacée avant d'être transportée chez le mosaïste Jouvray de Lyon. Elle est remontée à Besançon par Monterosso en 1965-1966 sur un support en plâtre. Elle est ensuite entreposée à Magneval. La mosaïque est acquise par la ville de Lyon en 1975.
La mosaïque aux poissons est restaurée en deux phrases par l'Atelier interdépartemental de restauration de mosaïques de Saint-Romain-en-Gal. En 2003 en enlevant les parties de comblement de plâtre et en les remplaçant par des tesselles en calcaire, en transférant la mosaïque sur un support de nid d'abeille, puis en 2007 avant de rejoinre ensuite Lugdunum. Deux trous sont présents dans la mosaïque à un coin ainsi qu'un décrochement horizontal en son centre.

## Exposition

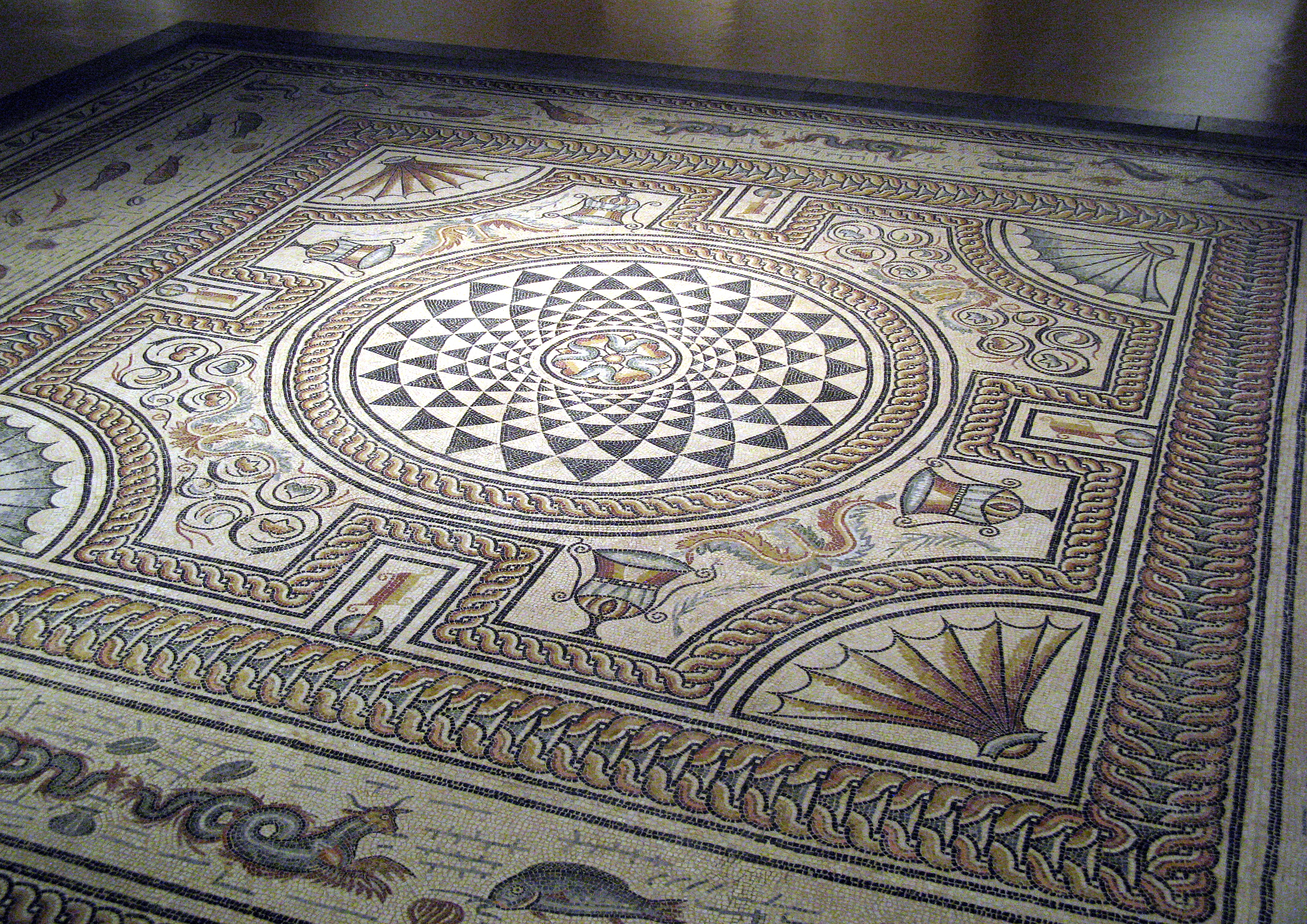
Exposition précédente de la mosaïque, à l'horizontale.

La mosaïque est présentée au musée Lugdunum, dans la salle XIV où elle vient en appui de la thématique des voies. Elle est prêtée au Canada le temps d'une exposition en 2005. Le décor de remplissage, chargé, ainsi que la multitude des couleurs est typique des mosaïques de la vallée du Rhône. Ces motifs géométriques sont d'un style caractéristique des ateliers de Lyon. Elle fait partie d'un large ensemble de mosaïques du musée dont la qualité et l'homogénéité du style des entrelacs et des torsades laisse supposer l'existence d'une école de mosaïque à Lugdunum.

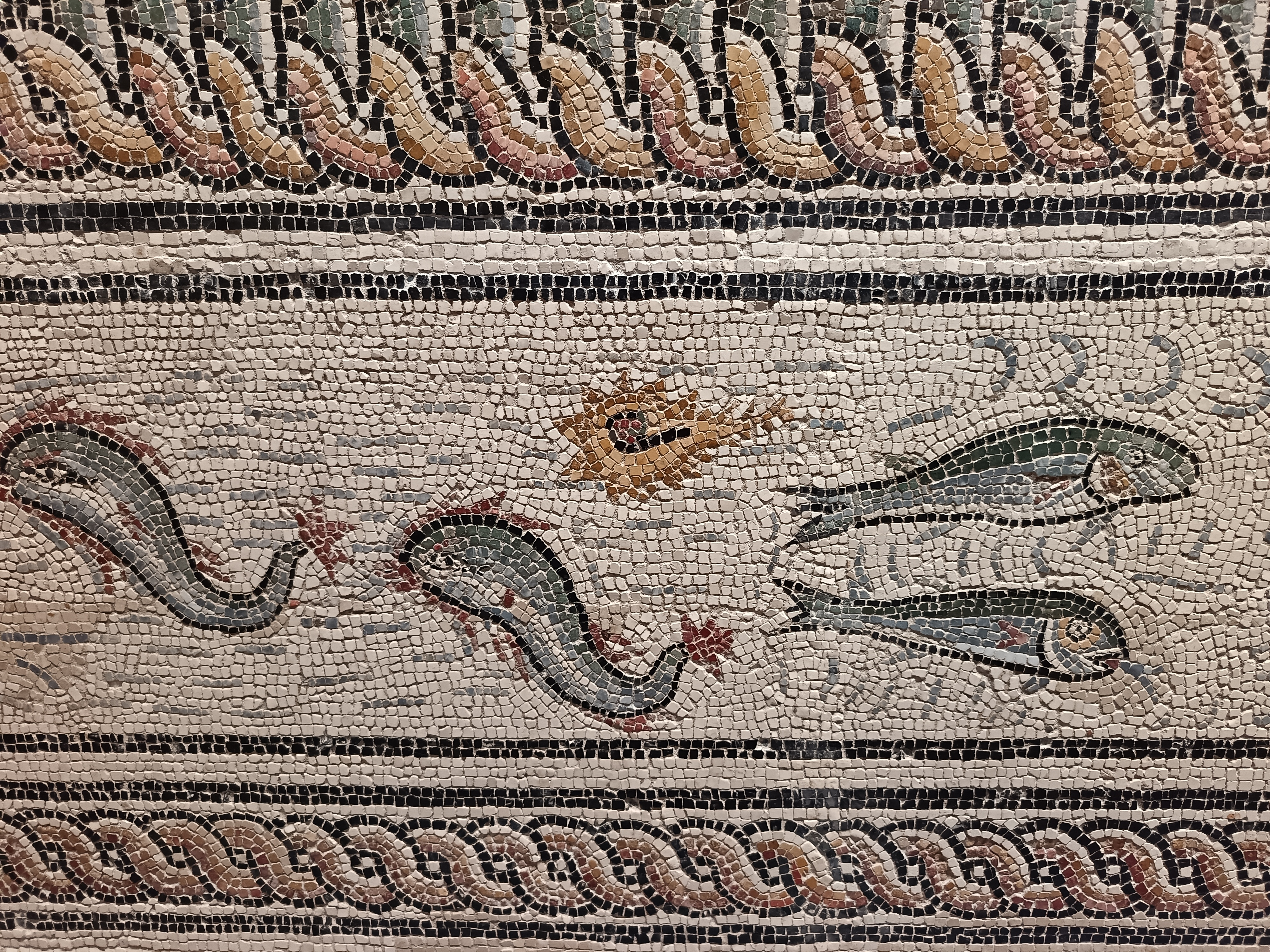
Dauphins et culex.
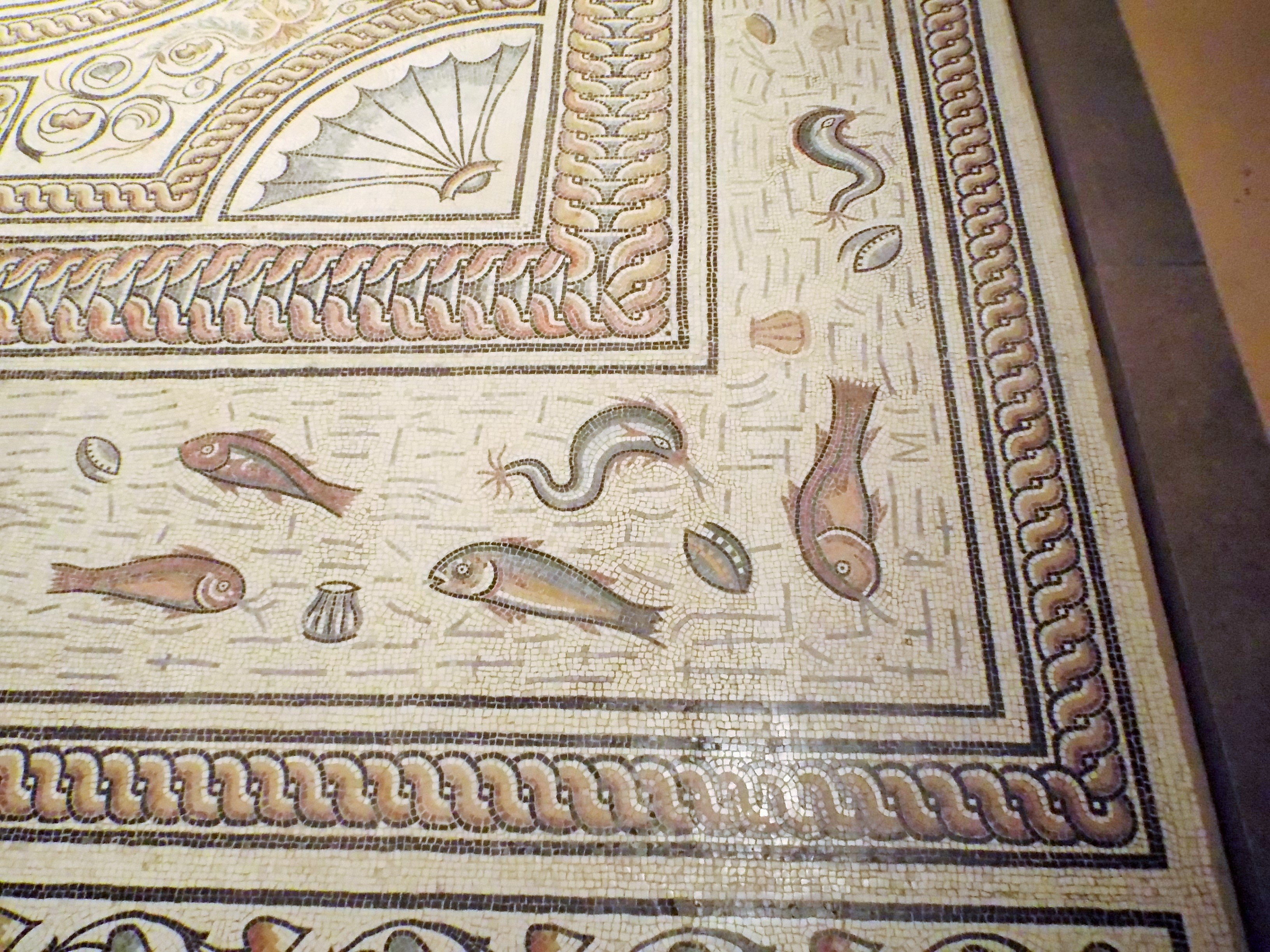
Détail des poissons.
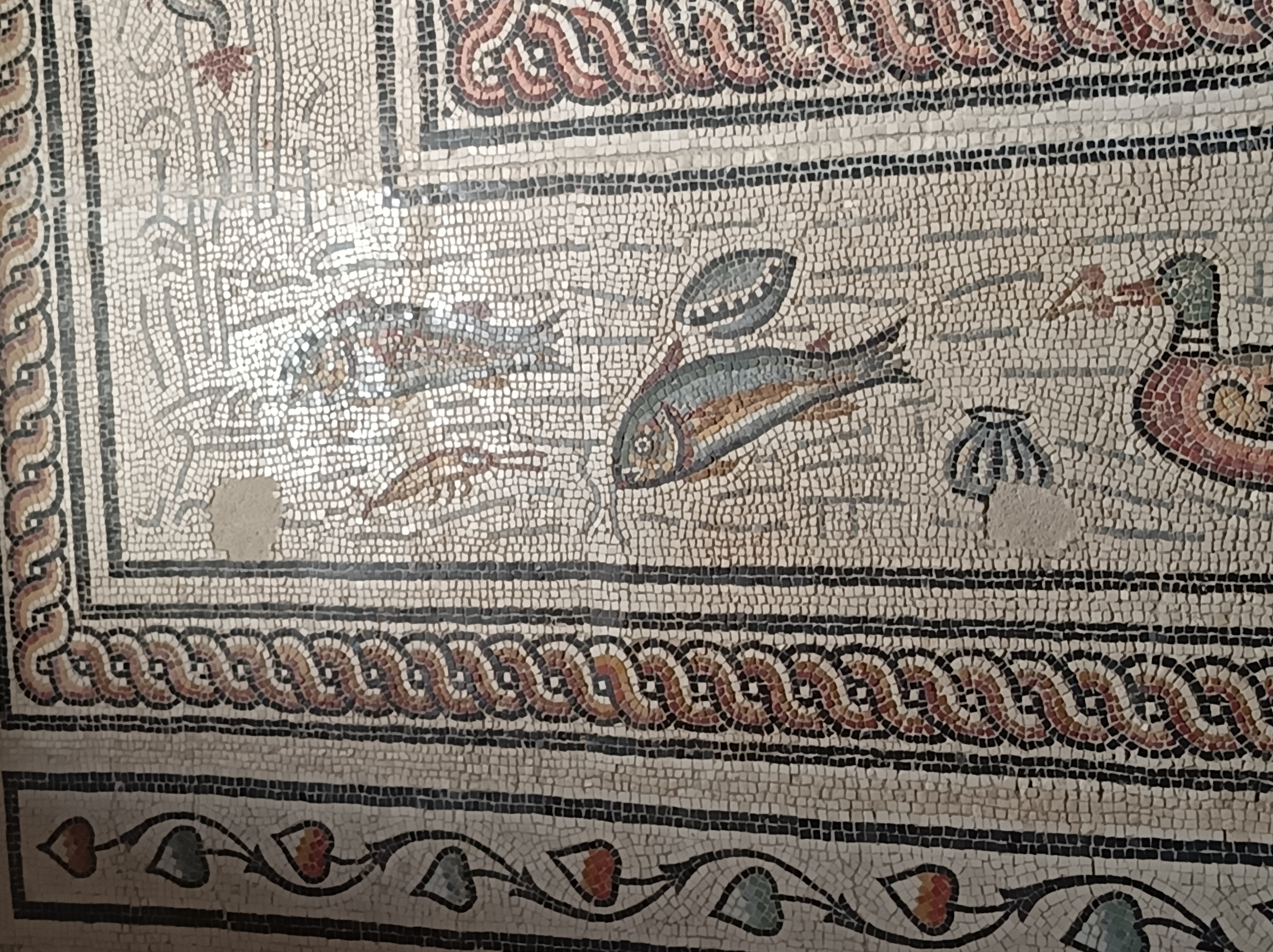
Détail de poissons et illustration de manques dans la mosaïque.
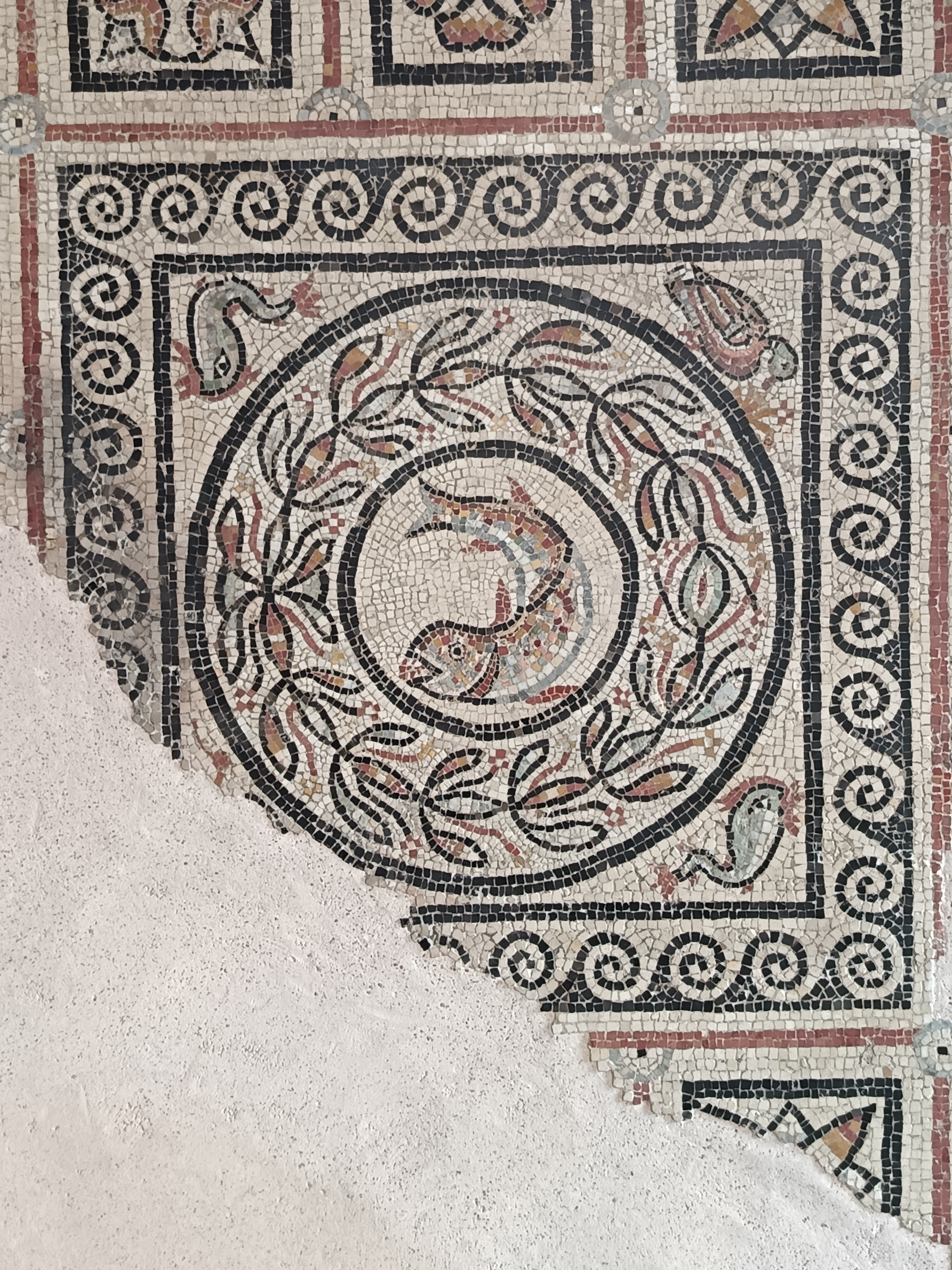
La Mosaïque de Choulans, autre exemple de mosaïque du style lyonnais avec le même type de dauphin[11].

#### Ouvrages
- Musée de la Civilisation gallo-romaine à Lyon : guide, Lyon, Association des Amis du Musée de la Civilisation gallo-romaine, 1976, p. 27, illustration
- Ambroise Comarmond, Description des Antiquités et Objets d'Art contenus dans les salles du Palais-des-Arts de la Ville de Lyon, Lyon, Imp. de F. Dumoulin, 1855-1857, p. 691-693.
- Philippe Dufieux et Jean-Christophe Stuccilli, L’art de Lyon, Éditions Place des Victoires, 2017, p. 24, fig. 12 ; ill. en coul.
- Philippe Fabia, Mosaïques romaines des musées de Lyon, Lyon, 1923 (lire en ligne), p. 114-119 et fig. 13. .
- Anne-Catherine Le Mer et Claire Chomer, Carte archéologique de la Gaule, Lyon 69/2, Paris, Académie des inscriptions et belles-lettres / Ministère de l'éducation nationale, de l'enseignement supérieur et de la recherche / Ministère de la culture et de la communication etc., 2007, 883 p. (ISBN 978-2-87754-099-5 et 2-87754-099-5), p. 397-398.
- Hugues Savay-Guerraz, Le musée gallo-romain de Lyon, Fage éditions, 2013 (ISBN 978-2-84975-322-4), p. 94. .
- Henri Stern, Recueil général des mosaïques de la Gaule : Province de Lyonnaise, vol. 2, Centre National de la Recherche Scientifique, coll. « Supplément à Gallia » (no X), 1967.

#### Articles
- Philippe Fabia, « Les mosaïques romaines des musées de Lyon. VI Mosaïque Cucherat (Les poissons), », Revue du Lyonnais, no 7,‎ 1922, p. 19-24 - fig. 13
- J. Lancha, « Les jeux dans les mosaïques », Dossiers de l’archéologie,‎ juillet-août 1980, p. 76-82 : ill. p. 81